# Лъчезара Стоева
Лъчезара Стоева е българска дипломатка.

## Биография
Лъчезара Стоева е родена през 1977 година в София. Завършва политология в Софийския университет „Свети Климент Охридски“ и магистратура по европейска политика в Лондонското училище по икономика и политически науки. От 2002 година работи в Министерството на външните работи, където оглавява отделите „Международно сътрудничество за развитие“ (2012 – 2013) и „Контрол на въоръженията и неразпространение“ (2013 – 2014). След това е в мисията на България при Организацията на обединените нации (ООН) в Ню Йорк, а през 2019 – 2021 година ръководи отдел „Икономически, финансови и административни въпроси на ООН“.
През 2021 година става постоянен представител на България в ООН. По това време България започва тригодишния си мандат като член на Икономическия и социален съвет и през 2022 – 2023 година Стоева е негов председател.
През май 2024 година Лъчезара Стоева привлича обществено внимание, когато гласува за резолюция на ООН, осъждаща геноцида в Сребреница от 1995 година. Сръбският президент Александър Вучич изразява изненада, че България не се е въздържала при гласуването, въпреки че страната е сред вносителите на резолюцията, а впоследствие става известно, че действително министър-председателят Димитър Главчев е изпратил на Стоева указания да се въздържи при гласуването.